# Carl-Kraemer-Grundschule
Die Carl-Kraemer-Grundschule ist eine kunstbetonte öffentliche Ganztagsschule im Berliner Ortsteil Gesundbrunnen im Bezirk Mitte. Sie wurde 1951 gegründet und ist nach dem deutschen Tierschützer Carl Kraemer benannt.

## Schulprofil
Der Schwerpunkt der Carl-Kraemer-Grundschule liegt auf dem Fachbereich Kunst. Umgesetzt wird dieser Schwerpunkt unter anderem in Projekten, die in Zusammenarbeit mit Künstlern und Museumsfachleuten entwickelt werden. Das Projekt „(Ge)schichten über Schichten“ wurde Ende 2008 bis Anfang 2009 im Museum für Vor- und Frühgeschichte ausgestellt.
Das Unterrichtskonzept der Schule kombiniert jahrgangshomogenen Unterricht in der Stammklasse mit jahrgangsübergreifendem Unterricht in sogenannten „Lernateliers“, in denen Inhalte zu grundlegenden Schulfächern gemeinsam mit Kindern aus einer höheren bzw. niedrigeren Klasse erarbeitet werden.
Kinder mit besonderen Begabungen und Talenten bekommen die Möglichkeit, einmal in der Woche an einem „Expertenkurs“ teilzunehmen. Ein Team aus pädagogischen Fachkräften unterstützt Kinder mit sonderpädagogischem Förderbedarf im emotional-sozialen Bereich beim Unterrichtsbesuch.

## Lage und Umgebung
Die Zechliner Straße gehört zum Soldiner Kiez in Berlin-Gesundbrunnen und befindet sich in direkter Nähe zum Grünzug entlang der Panke. Der Soldiner Kiez gilt nach wie vor als sozialer Brennpunkt mit hoher Arbeitslosigkeit. Im Jahr 2016 lebten über zwei Drittel der Kinder im Kiez in Familien, die Transferleistungen wie beispielsweise Arbeitslosengeld II erhalten. Dementsprechend sind von den Schülerinnen und Schülern der Carl-Kraemer-Grundschule zirka 80 % lehrmittelbefreit (Stand 2015). Über 90 % der Schülerinnen und Schüler haben eine nichtdeutsche Herkunftssprache (Stand 2024). Die Carl-Kraemer-Grundschule begegnet dieser besonderen Situation unter anderem mit einer gezielten Sprach- und Leseförderung aller Schüler, die über den allgemeinen Lehrplan hinausgeht.
Des Weiteren nimmt die Schule am Programm „Jugendsozialarbeit an Berliner Schulen“ teil, setzt verschiedene Gewaltpräventionsprogramme um und kooperiert mit dem seit 1999 im Kiez bestehenden Quartiersmanagement. Im Schuljahr 2016/17 wurde für alle Jahrgangsstufen das Schulfach „Soziales Lernen“ eingeführt, in dessen Rahmen die Kinder soziale Kompetenzen erlernen und verbessern.

## Geschichte
Das Schulgebäude wurde 1913/14 nach Plänen von Ludwig Hoffmann errichtet und ab Oktober 1914 zunächst von der 292. Gemeindeschule für Mädchen sowie der 299. Gemeindeschule für Knaben genutzt. 1939 folgte die Umwandlung der Gemeindeschulen in die 31. sowie die 32. Volksschule des Bezirks Wedding. Im Januar 1943 wurden beide Schulen in verschiedene Ausweichquartiere verlegt und das Gebäude in der Zechliner Straße 4 wurde in ein Hilfskrankenhaus umgebaut. Erst 1948 konnten die Schulen hierher zurückkehren. Nun wurden Jungen und Mädchen erstmals in gemischten Klassen unterrichtet.
Durch eine weitere Schulreform im Jahr 1951 wurde die Volksschule in eine Grund- und eine Oberschule geteilt. Die 26. Grundschule wurde gegründet und erhielt drei Jahre darauf den Namen „Carl-Kraemer-Grundschule“. Die höheren Klassen bildeten die 8. Oberschule, später „Peter-Henlein-Oberschule“, die weiterhin am selben Standort betrieben wurde, bis sie 1992 wegen Rückgangs der Schülerzahlen geschlossen wurde.
Der Schauspieler Harald Juhnke besuchte hier während eines Teils seiner Schulzeit die Gemeindeschule bzw. Volksschule.

## Architektur
Ähnlich wie die Rudolf-Wissell-Grundschule, die ebenfalls von Ludwig Hoffmann entworfen wurde, besteht die Carl-Kraemer-Grundschule aus einem Lehrerwohnhaus an der Straßenfront und einem dahinter liegenden dreiflügeligen, viergeschossigen Klassentrakt. Dieser dient als Blockinnenbebauung eines Wohnblocks und ist an allen Seiten von Mietshäusern umgeben. Die Turnhalle wurde zwischen den Durchfahrten des Mittelflügels angeordnet.
Die Fassaden des Gebäudes im Innenhof sind schmucklos und schlicht, wohingegen die repräsentative Fassade des dreigeschossigen Lehrerwohnhauses an Potsdamer Bürgerhäuser erinnert. Zwischen dem zweiten und dritten Stockwerk zeigen Reliefstreifen spielende Kinder und Berliner Bären mit Schulranzen.
Das Gebäudeensemble steht unter Denkmalschutz.

## Vorübergehende Schließung
Schlagzeilen machte die Carl-Kraemer-Grundschule zu Beginn des Jahres 2018, als sie wegen Schimmelbefalls und einer schadhaften Deckenaufhängung zeitweilig schließen musste. Der Unterricht wurde auf verschiedene andere Gebäude ausgelagert.